# 안동 김씨 종택
안동김씨 종택(安東金氏 宗宅)은 경상북도 안동시 풍산읍 소산리에 있는 건축물이다. 1981년 4월 25일 경상북도의 민속문화재 제25호로 지정되었다.

## 개요
조선 성종 때의 문신 양소당 김영수(1446∼1502) 선생의 종가집이다. 김영수 선생은 태사 김행의 후손으로 사헌부 장령을 지낸 분이다.
안채와 사랑채로 이루어진 ㅁ자형 집이다. 사랑채는 왼쪽에 방을 두고 오른쪽에 마루를 놓아 제사 때 제청으로 활용할 수 있게 하였다.

## 참고 자료
- 안동김씨종택 - 국가유산청 국가유산포털